# 广南县站
广南县站，位于中华人民共和国云南省文山壮族苗族自治州广南县莲城镇，是南昆客运专线上的铁路车站，于2016年12月28日启用，由昆明铁路局管辖。

## 車站周邊
- 广南县行政学校
- 世外桃源大酒店
- 广南县人民政府

## 歷史
- 2016年12月28日正式启用。

## 外部連結
- 中国铁路客户服务中心（页面存档备份，存于）